# Gerardo Abad Conde
Pour les articles homonymes, voir Abad et Conde.
Gerardo Abad Conde, né à Ordes le 8 août 1881 et mort à Madrid le 10 septembre 1936, est un juriste et homme politique espagnol, ministre de la Marine de la Seconde République (entre 1934 et 1936), assassiné par les milices républicaines au début de la guerre civile.

## Biographie
Diplômé de droit, il exerce comme avocat et tient la chaire de législation mercantile et maritime aux écoles de commerce de La Corogne et de Vigo. Il est également directeur de l'école nautique de La Corogne.
Politiquement, il milite tout d'abord dans les files du Parti républicain autonome de La Corogne, dont il est secrétaire en 1908, et intègre le Parti républicain radical d'Alejandro Lerroux dans les années 1920. Il est conseiller municipal de La Corogne à diverses reprises et occupe le poste de maire entre 1918 et 1919.
En 1930, il participe au Pacte de Lestrove (es) entre galléguistes et républicains. À l'avènement de la Seconde République, il est nommé sous-secrétaire du ministère de communications du gouvernement provisoire. Aux élections générales de 1931 il se présente pour la circonscription de La Corogne mais n'est pas élu. Il est cependant élu lors des nouvelles élections tenues à Lugo le 23 août. En juin 1933, il est élu représentant du parlement au Tribunal de garanties constitutionnelles. À la fin de la même année, après un nouvel échec aux élections législatives, il est nommé président du Conseil d'État.
Entre le 23 janvier et le 3 avril 1935, il est ministre de la Marine dans un gouvernement présidé par Lerroux et incluant des ministres radicaux, libéraux démocrates et d'autres issus de la CEDA. Il élabore un plan de modernisation navale, publié dans le Journal officiel le 6 avril. Le dénommé « Plan Abad Conde », dont le coût s'élevait à 450 millions de pesetas répartis sur cinq ans, s'avéra irréalisable étant donné les conditions politico-sociales du pays, raison pour laquelle le ministre suivant Antonio Royo Villanova (es) le réduit drastiquement.
En août 1935, après l'abandon du ministère, Abad Conde est nommé professeur de philolosophie du droit à l'Université de La Laguna de Tenerife, mais il n'accepte pas le poste.
En 1936, il se présente aux élections générales pour le Parti républicain radical mais, encore une fois, n'est pas élu. Après le soulèvement militaire qui marque le début de la guerre civile, il est détenu à Madrid et envoyé à la prison de Porlier, où il est assassiné peu après, avec Fernando Rey Mora, lui aussi membre du Parti radical.